# جاسم الصقر
جاسم حمد عبد الله الصقر (3 يناير 1918 – 17 سبتمبر 2006)، اقتصادي كويتي وعضو سابق في مجلس الأمة الكويتي، وهو ابن رئيس مجلس الشورى السابق حمد عبد الله الصقر، ووالد عضو مجلس الأمة الكويتي السابق محمد الصقر وأخ النائب السابق في مجلس الأمة عبد العزيز حمد الصقر وأخ عبد الله حمد الصقر عضو المجلس التشريعي الأول.

## عن حياته
تلقى تعليمه في مدرسة محمد صالح العجيري، وتعلم القرآن ومبادئ الكتابة والقراءة، ثم انتقل إلى مدرسة أخرى في عام 1927 وهي مدرسة هاشم الحنيان، وفي عام 1929 التحق بالمدرسة الأحمدية. وعندما توفي والده في عام 1930 اقترح عليه أخوه عبد الله أن يكمل دراسته في الخارج فالتحق في مدرسة ابتدائية في البصرة ونال الشهادة الابتدائية في عام 1933، وبعدها أكمل تعليمه حتى حصل على الشهادة الثانوية، وقد طلب للالتحاق بجامعة القاهرة لدراسة الحقوق، ولكن بسبب بداية الحرب العالمية الثانية استحال انتقاله إلى القاهرة فالتحق بكلية الحقوق في جامعة بغداد، وحصل في عام 1943 على درجة الليسانس بالقانون، وهو أول جامعي كويتي. وبعدها تفرغ لإدارة أعمال عائلته التجارية في البصرة حتى عام 1959.

## مناصبه
- تولى رئاسة جريدة القبس.[2]
- عضو في البنك الوطني الكويتي في عام 1965، ثم أصبح نائباً للرئيس.[2]
- رشحته السويد ليكون قنصلاً فخرياً لها في الكويت لمدة 15 سنة، وحصل على وسام رفيع من ملك السويد.[2]
- عضو في مجلس الأمة الكويتي لدورات أعوام 1975، 1981 و1992.[2]

## قالوا عنه بعد وفاته
- سالم العلي السالم الصباح: ان الكويت فقدت أحد رجالاتها البارزين والمخلصين حيث سيبقى اسمه خالدا في ذكراة الوطن لما قدمه من خدمات جليلة في مجالات عدة، سواء الاقتصادية أو السياسية، كان لها اثرها البالغ في رفعة ونهضة الكويت.[5]
- محمد البصيري: إننا فقدنا رجلاً من أعز الرجال وأعظمهم تأثيراً في مجريات الحياة النيابية بالكويت في حقيبة تاريخية ماجت بالتغيرات والتقلبات ولكنه ظل ثابتاً متمسكاً بكل قيمه وثوابته.[5]
- حسين الحريتي: إن الكويت فقدت علماً من أعلامها وشخصية بارزة من الشخصيات الوطنية التي صنعت لها بصمة واضحة في تاريخ الكويت الحديثة.[5]
- خضير العنزي: إن الكويت فقدت أحد رموزها التاريخية الذين أثروا الحياة الكويتية في كل المجالات السياسية والنيابية والتجارية بالقيم النبيلة والأهداف العظيمة التي يندر أن يجود الزمان بأمثالهم.[5]